# خورنه، نخجوان
خورنه، نخجوان (به ترکی آذربایجانی: Khorna) یک منطقهٔ مسکونی در جمهوری آذربایجان است که در جمهوری خودمختار نخجوان واقع شده‌است.